# 정릉동천
정릉동천(貞陵洞川)은 창동천으로 흘러드는 하천으로, 현재는 복개되었다. 준천사실에는 황화방정릉동수(皇華坊貞陵洞川)로, 한경지략에는 군기시교천수(軍器寺橋川水)로, 동국여지비고에는 정릉동(貞陵洞)으로 되어 있다.
정릉동천의 한 갈래는 옛 러시아공사관 부근에서 발원하여 정동길을 따라 흘러내렸으며, 다른 한 갈래는 현 삼성플라자 부근에서 발원하여 세종대로를 따라 흐르다가, 덕수궁 대한문 앞에서 두 물길이 합류하게 되어 있다. 특히 정동길을 지나는 물줄기는 덕수궁의 금천이다.

## 지하배수로
정릉동천은 일부 구간이 1907~1918년 사이에 암거화되었다. 적벽돌로 둥글게 축조된 암거가 현재의 서울광장 지하에서 191m 구간이 발견되어 서울시 기념물 제38호로, 세종대로 지하에서도 일부 발견되어 기념물 제41호로 지정되었다.

## 과거의 다리
조선 시대의 정릉동천의 다리 목록이다.
- 금천교 : 덕수궁의 금천 위를 지나는 다리다.
- 군기시교(軍器寺橋) : 태평로1가 30번지 남동쪽과 무교동 32번지 사이에 있었으며, 이름은 군기시 앞에 위치하였다는 데에서 유래하였다.[3] 무교(武橋), 군기섯다리, 군섯다리라고도 하였다.[3]